# 学士（美術）
学士（美術）（がくし びじゅつ、英語: Bachelor of Fine Arts、BFA）は、日本では、芸術系大学、芸術系短期大学の美術学部卒業者のうち、所定の単位を取得したものに授与される学位。